# Šahovska olimpijada 1996.
32. Šahovska olimpijada održana je 1996. u Armeniji. Grad domaćin bio je Erevan.

## Poredak osvajača odličja
| Mj. | Država   | Bodova | Igrači |
| --- | -------- | ------ | ------ |
| 1.  | Rusija   | 38,5   |        |
| 2.  | Ukrajina | 35,0   |        |
| 3.  | SAD      | 34,0   |        |

| Pobjednici          |
| ------------------- |
| Rusija Treći naslov |